# Kensuke Iwabuchi
 (juin 2025).
Si vous disposez d'ouvrages ou d'articles de référence ou si vous connaissez des sites web de qualité traitant du thème abordé ici, merci de compléter l'article en donnant les références utiles à sa vérifiabilité et en les liant à la section « Notes et références ».
Pour les articles homonymes, voir Iwabuchi.
Pas d'image ? Cliquez ici

a Compétitions nationales et continentales officielles uniquement.

b Matchs officiels uniquement.
Dernière mise à jour le 10 octobre 2013.
Kensuke Iwabuchi (岩渕 健輔, Iwabuchi Kensuke), né le 30 décembre 1975 à Tokyo, est un joueur japonais de rugby à XV évoluant au poste d'arrière. Il joue avec l'équipe du Japon et avec les Saracens.

## Biographie
Kensuke Iwabuchi joue en club avec les Saracens en 2005-2006 puis avec l'US Colomiers en 2006-2007. Il connaît sa première cape internationale le 25 mai 1997 à l’occasion d’un match contre l'équipe des États-Unis.

## Statistiques en équipe nationale
- 21 sélections avec  l'équipe du Japon
- 40 points (8 essais)
- Sélections par année : 6 en 1997, 5 en 1998, 1 en 1999, 5 en 2001, 4 en 2002